# Territori de Nevada

El Territori de Nevada l'any 1861.

El Territori de Nevada va ser un territori organitzat incorporat als Estats Units que va existir del 2 de març de 1861 al 31 d'octubre de 1864, quan va ser admès dins la Unió com l'Estat de Nevada.
Previ a la creació del territori l'àrea era part de l'oest del Territori de Utah i era coneguda com a Washoe, ja que prenia el nom del poble washoe. L'escissió de Utah va ser important pel govern federal per les seves tendències polítiques, mentre que la població estava entusiasmada amb la separació a causa de l'animositat (i de vegades violència) entre els no-mormons de Nevada i els mormons de la resta del Territori de Utah.